# Aplastodiscus weygoldti
Espèce
Synonymes
- Hyla weygoldti Cruz & Peixoto, 1987 "1985"

Statut de conservation UICN

 NT  : Quasi menacé
Aplastodiscus weygoldti est une espèce d'amphibiens de la famille des Hylidae.

## Répartition
Cette espèce est endémique du Brésil. Elle se rencontre, :
- à 650 m d'altitude dans la municipalité de Santa Tereza dans l'État de l'Espírito Santo ;
- dans la municipalité d'Itapebi dans l'État de Bahia.

## Étymologie
Cette espèce est nommée en l'honneur de Peter Weygoldt.

## Publication originale
- Cruz et Peixoto, 1987 "1985" : Espécies verdes de Hyla: complexo albofrenata (Amphibia, Anura, Hylidae). Arquivos da Universidade Federal Rural do Rio de Janeiro, Rio de Janeiro, vol. 8, no 1/2, p. 59-70 (texte intégral).